# トロ・ロッソ STR5
トロ・ロッソ STR5（Toro Rosso STR5）は、スクーデリア・トロ・ロッソが2010年のF1世界選手権参戦用に開発したフォーミュラ1カー。

## 概要
2010年2月1日、バレンシア・サーキットで行われた合同テストにおいて発表された。前年までは兄弟チームであるレッドブル・レーシングとマシンデザインを共有していたのに対し、コンコルド協定の関係から2010年より他チームとのデザイン共有が認められなくなったため、トロ・ロッソとしては初めての自社デザイン・完全自社製マシンとなった。ただし基本デザインは、前年型のSTR4のものを流用するとしている。エンジンは引き続きフェラーリから供給を受ける。
去年の最速マシンであったRB5のトロ・ロッソ改良版であったため期待されたが、いざ開幕してみると新規参入チームを除くチームの中で常に最下位を争うテールエンダーとなってしまった。しかし、その中でも荒れたレースでは両ドライバー共入賞するなど、時折速さを見せていた。また、信頼性も申し分無かった。

## スペック

### シャーシ
- シャーシ名 STR5
- シャーシ構造 カーボンファイバー/ハニカムコンポジット複合構造モノコック
- クラッチ ザックストリプルプレート式
- ブレーキキャリパー ブレンボ
- ブレーキディスク・パッド ブレンボ
- サスペンション 前後カーボンファイバー製ダブルウィッシュボーン/トーションバー・スプリング・アンチロールバー
- ダンパー ザックス
- ホイール Advanti Racing
- タイヤ ブリヂストン
- ギアボックス 油圧制御7速＋リバース1速セミオートマチック
- シートベルト OMP
- ステアリング・ホイール スクーデリア・トロ・ロッソ
- 冷却システム スクーデリア・トロ・ロッソ
- コクピット機器 スクーデリア・トロ・ロッソ
- 燃料タンク ATL
- 重量 冷却水、潤滑油、ドライバーを含めて620kg

### エンジン
- エンジン名 フェラーリTipo056
- 気筒数・角度 V型8気筒・90度
- 排気量 2,398cc
- 最高回転数 18,000rpm（レギュレーションで規定）
- 最大出力 非公表
- シリンダーブロック アルミニウム鋳造製
- バルブ数 32
- ピストンボア 98mm
- 重量 95kg以上
- スパークプラグ NGK
- 燃料 シェルULG-66L/2 V-Power
- 潤滑油 シェル Helix Ultra
- イグニッション マニエッティ・マレリ
- インジェクション マニエッティ・マレリ
- エンジンマネージメント マニエッティ・マレリ

## 記録
| 年   | No. | ドライバー       | 1   | 2   | 3   | 4   | 5   | 6   | 7   | 8   | 9   | 10  | 11  | 12  | 13  | 14  | 15  | 16  | 17  | 18  | 19  | ポイント | ランキング |
| 年   | No. | ドライバー       | BHR | AUS | MAL | CHN | ESP | MON | TUR | CAN | EUR | GBR | GER | HUN | BEL | ITA | SIN | JPN | KOR | BRA | ABU | ポイント | ランキング |
| ---- | --- | ---------------- | --- | --- | --- | --- | --- | --- | --- | --- | --- | --- | --- | --- | --- | --- | --- | --- | --- | --- | --- | -------- | ---------- |
| 2010 | 16  | ブエミ           | 16  | Ret | 11  | Ret | Ret | 10  | 16  | 8   | 9   | 12  | Ret | 12  | 12  | 11  | 14  | 10  | Ret | 13  | 15  | 13       | 9位        |
| 2010 | 17  | アルグエルスアリ | 13  | 11  | 9   | 13  | 10  | 11  | 12  | 12  | 13  | Ret | 15  | Ret | 13  | 15  | 12  | 11  | 11  | 11  | 9   | 13       | 9位        |

- 太字はポールポジション、斜字はファステストラップ。(key)